# Baruta (cacique)
Baruta fue Cacique Mariche, hijo del cacique Guaicaipuro y de Urquia. Su nombre proviene del nombre dado por los mariches al jabillo.
Formó parte de la coalición que en el siglo XVI luchó contra los colonizadores castellanos, dirigida por su propio padre y posteriormente por el Cacique Tamanaco. La leyenda dice que, al morir su padre, Baruta recibió, de manos de su madre, el penacho con plumas rojas que aquel había usado como símbolo de linaje y mando. Con frecuencia establecía pactos y alianzas con otras tribus rebeldes y obtenía grandes victorias.
El conquistador y fundador de Caracas, Diego de Losada, otorgó en encomienda a Alonso Andrea de Ledesma, por título fechado el 12 de marzo de 1568, al rey Baruta, su tribu y sus tierras. Existen dos versiones sobre lo que habría ocurrido entonces. Según una de ellas, Baruta y dos mil indios de su tribu presentaron batalla y fueron aniquilados; la otra afirma que Baruta decidió aceptar pacíficamente la presencia de los castellanos, que habrían respetado su autoridad y sus tradiciones y cooperado con él, enseñándoles nuevas técnicas ganaderas y de cultivos[cita requerida].
Al morir, Baruta fue enterrado con su rito. El 19 de agosto de 1620, el gobernador Francisco de la Hoz Berrio y Oruña fundó Baruta, con el nombre de San Francisco de Paula. Los textos hacen referencia expresa al nombre Baruta en la consagración de la Iglesia de la Villa de Nuestra Señora del Rosario de Baruta el 14 de julio de 1655.